# Остання любов Асури Махараджа
«Остання любов Асури Махараджа» — роман українського письменника Любка Дереша, опублікований видавництвом Нора-Друк у 2013 році. Літературний твір був представлений 24 жовтня у Луцьку. Автор визначає жанр власної книги як «боллівудська притча». Вона увійшла в довгий лист премії BBC Україна «Книга року BBC-2013».

## Сюжет
«Остання любов Асури Махараджа» — алегоричний роман, що розповідає про демона, який залишає розкіш нижчих світів задля любові до сліпої дівчини з України, яка проживає в Нью-Йорку. У творі представлене протистояння між напівбогами та демонами, демонстрації на Волл-стріт, харизматичні проповідники, метафізичні питання, а також описи подій і культурних явищ «лівообертальних світів».

## Сприйняття
Дописувачка для BBC Україна, Марго Гонтар, у своїй рецензії оцінює роман як твір, що вдало передає ідею любові як потужної рушійної сили для змін і розвитку, однак, на думку авторки, роман має й слабкі сторони: персонаж Асура здається надто ідеальним і безпомилковим, що робить його не таким переконливим; світ роману виглядає більше як штучно створена декорація, ніж як функціональний всесвіт, що може завадити читачам повірити в його реальність; відсутність детальних описів і недостатня увага до функціонування світу роблять сюжет менш захопливим і правдоподібним.

## Видання
- Дереш, Любко. Остання любов Асури Махараджа. — К. : Нора-Друк, 2015. — 224 с. — (Читацький клуб) — 4000 прим. — ISBN 978-966-8659-59-1 та 978-617-688-009-7.